# Bieżuń (gemeente)
De gemeente Bieżuń is een stad- en landgemeente in het Poolse woiwodschap Mazovië, in powiat Żuromiński.
De zetel van de gemeente is in Bieżuń.
Op 30 juni 2004 telde de gemeente 5303 inwoners.

## Oppervlakte gegevens
In 2002 bedroeg de totale oppervlakte van gemeente Bieżuń 122,02 km², waarvan:
- agrarisch gebied: 79%
- bossen: 9%

De gemeente beslaat 15,16% van de totale oppervlakte van de powiat.

## Demografie
Stand op 30 juni 2004:
| Omschrijving                   | Totaal | Totaal | Vrouwen | Vrouwen | Mannen | Mannen |
| ------------------------------ | ------ | ------ | ------- | ------- | ------ | ------ |
| eenheid                        | aantal | %      | aantal  | %       | aantal | %      |
| inwoners                       | 5303   | 100    | 2681    | 50,6    | 2622   | 49,4   |
| bevolkingsdichtheid (inw./km²) | 43,5   | 43,5   | 22      | 22      | 21,5   | 21,5   |

In 2002 bedroeg het gemiddelde inkomen per inwoner 1241,25 zł.

## Administratieve plaatsen (sołectwo)
Adamowo, Bielawy Gołuskie, Dąbrówki, Dźwierzno, Gołuszyn, Karniszyn, Karniszyn-Parcele, Kobyla Łąka, Kocewo, Mak, Małocin, Myślin, Pozga, Sadłowo, Sadłowo-Parcele, Sławęcin, Stanisławowo, Stawiszyn-Łaziska, Stawiszyn-Zwalewo, Strzeszewo, Trzaski, Wieluń, Wilewo-Pełki, Władysławowo, Zgliczyn-Pobodzy.

## Aangrenzende gemeenten
Lutocin, Radzanów, Rościszewo, Siemiątkowo, Szreńsk, Zawidz, Żuromin